# Les Ventres jaunes
Les Ventres jaunes est un roman de Jean Anglade publié en 1979. Ce livre est le premier d'une trilogie et sera suivi par La Bonne Rosée et Les Permissions de mai.

## Résumé
Ce roman retrace l'histoire d'artisans-couteliers thiernois en suivant notamment la famille des Pitelet. Le roman suit Maurice Pitelet ainsi que ses compagnons durant leur carrière d'émouleur, profession dont il est fier et qu'il espère pouvoir transmettre à un de ses trois fils. 
Le récit débute en 1883 avec le personnage central de Maurice Pitelet dit « Tchoucossa », lors de la sécheresse de la Durolle, élément primordial pour le travail de ces artisans.